# Romilly-sur-Andelle
Romilly-sur-Andelle és un municipi francès, situat al departament de l'Eure i a la regió de Normandia. L'any 1999 tenia 2.655 habitants.

## Situació
Romilly-sur-Andelle, situat a la ribera del riu Andelle, es troba al nord del departament de l'Eure.

## Administració
L'alcalde del municipi és Maurice Jacob (2001-2008).

## Demografia
| Evolució de la població |      |      |      |       |       |       |       |       |
| 1793                    | 1800 | 1806 | 1821 | 1831  | 1836  | 1841  | 1846  | 1851  |
| 640                     | 780  | 803  | 917  | 1.015 | 1.079 | 1.118 | 1.169 | 1.147 |

| 1856  | 1861  | 1866  | 1872  | 1876  | 1881  | 1886  | 1891  | 1896  |
| ----- | ----- | ----- | ----- | ----- | ----- | ----- | ----- | ----- |
| 1.313 | 1.366 | 1.369 | 1.369 | 1.380 | 1.398 | 1.485 | 1.527 | 1.293 |

| 1901  | 1906  | 1911  | 1921  | 1926  | 1931  | 1936  | 1946  | 1954  |
| ----- | ----- | ----- | ----- | ----- | ----- | ----- | ----- | ----- |
| 1.641 | 1.566 | 1.705 | 1.606 | 1.604 | 1.596 | 1.481 | 1.564 | 1.525 |

| 1962  | 1968  | 1975  | 1982  | 1990  | 1999  | 2006 | 2011 | 2016 |
| ----- | ----- | ----- | ----- | ----- | ----- | ---- | ---- | ---- |
| 1.779 | 1.981 | 2.249 | 2.524 | 2.658 | 2.658 | -    | -    | -    |

| 2019 | - | - | - | - | - | - | - | - |
| ---- | - | - | - | - | - | - | - | - |
| -    | - | - | - | - | - | - | - | - |

## Llocs d'interès
- Església de Saint-Georges.
- Castell de Canteloup.

## Ciutats agermanades
Romilly-sur-Andelle manté una relació d'agermanament amb la següent ciutat:
- Biebesheim am Rhein,  (Alemanya)